# Деґерманкеші
Деґерманкеші (перс. دگرمانكشي) — село в Ірані, у дегестані Хейран, у Центральному бахші, шагрестані Астара остану Ґілян. За даними перепису 2006 року, його населення становило 183 особи, що проживали у складі 44 сімей.

## Клімат
Середня річна температура становить 10,88 °C, середня максимальна – 26,40 °C, а середня мінімальна – -5,32 °C. Середня річна кількість опадів – 563 мм.
| Клімат поселення                              | Клімат поселення | Клімат поселення | Клімат поселення | Клімат поселення | Клімат поселення | Клімат поселення | Клімат поселення | Клімат поселення | Клімат поселення | Клімат поселення | Клімат поселення | Клімат поселення | Клімат поселення |
| Показник                                      | Січ.             | Лют.             | Бер.             | Квіт.            | Трав.            | Черв.            | Лип.             | Серп.            | Вер.             | Жовт.            | Лист.            | Груд.            |                  |
| Середній максимум, °C                         | 6,70             | 7,23             | 9,65             | 15,34            | 20,12            | 24,34            | 26,40            | 25,80            | 21,55            | 17,44            | 11,93            | 7,68             |                  |
| Середня температура, °C                       | 0,71             | 1,22             | 3,64             | 9,32             | 14,10            | 18,33            | 21,80            | 21,20            | 16,95            | 12,85            | 7,34             | 3,08             |                  |
| Середній мінімум, °C                          | −5,32            | −4,78            | −2,36            | 3,32             | 8,09             | 12,31            | 17,20            | 16,61            | 12,34            | 8,24             | 2,74             | −1,52            |                  |
| Норма опадів, мм                              | 41               | 39               | 57               | 54               | 54               | 31               | 14               | 26               | 53               | 87               | 63               | 44               |                  |
| Середньомісячна швидкість вітру, м/с          | 2.30             | 2.68             | 2.50             | 2.61             | 2.30             | 2.34             | 2.59             | 2.42             | 2.02             | 2.10             | 2.08             | 2.19             |                  |
| Середньомісячна сонячна радіація, кДж/м²·день | 7047             | 9600             | 11648            | 15898            | 19831            | 22669            | 23630            | 20043            | 16439            | 11270            | 8408             | 6570             |                  |
| --------------------------------------------- | ---------------- | ---------------- | ---------------- | ---------------- | ---------------- | ---------------- | ---------------- | ---------------- | ---------------- | ---------------- | ---------------- | ---------------- | ---------------- |
| Джерело:                                      |                  |                  |                  |                  |                  |                  |                  |                  |                  |                  |                  |                  |                  |